# Annika Bengtzon
Annika Bengtzon (Annika Bengtzon: Crime Reporter) est une série de téléfilms policiers suédois en six épisodes de 90 minutes et diffusée entre le 2 mars 2012 et le 29 août 2012 sur TV4.
En France, la série a été diffusée à partir du 24 mars 2013 sur 13e rue puis sur SFR Play VOD illimitée. Les épisodes, excepté le pilote, sont disponibles sur Prime Video depuis mai 2021.

## Distribution
- Malin Crépin (VF : Sybille Tureau) : Annika Bengtzon
- Björn Kjellman (VF : Pierre Laurent) : Anders Schyman
- Leif Andrée (VF : Paul Borne) : Spiken
- Fatima Adoum : Fatima

## Épisodes
1. Le Testament de Nobel (Nobels testamente)
2. Meurtre en prime time (Prime Time)
3. Studio 6 (Studio Sex)
4. Le Loup Rouge (Den röda vargen)
5. Garantie à vie (Livstid)
6. Une place au soleil (En plats i solen)